# Обикновен силаум
Обикновеният силаум (Silaum silaus) е вид многогодишно растение от семейство Сенникови (Apiaceae).

## Разпространение
Видът е разпространен в югоизточна, централна и западна Европа, включително и на Британските острови.